# این را امتحان کن
«این را امتحان کن» (به انگلیسی: Try This) یک آلبوم از پینک، هنرمند اهل ایالات متحده آمریکا است که در ۱۰ نوامبر ۲۰۰۳ منتشر شد.